# St. Johannes von Nepomuk (Karlovec)

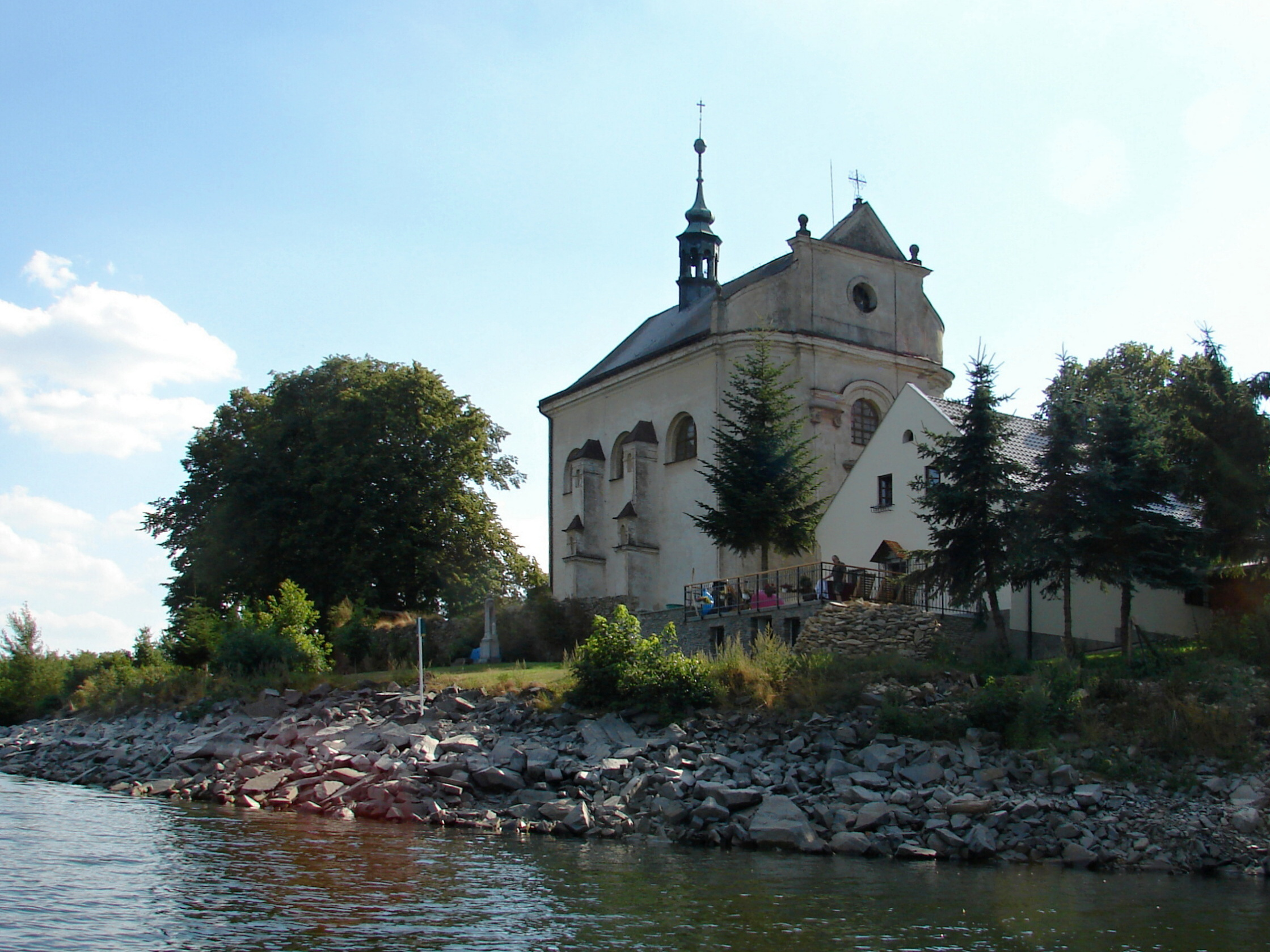
Blick vom Stausee auf die Kirche (2013)

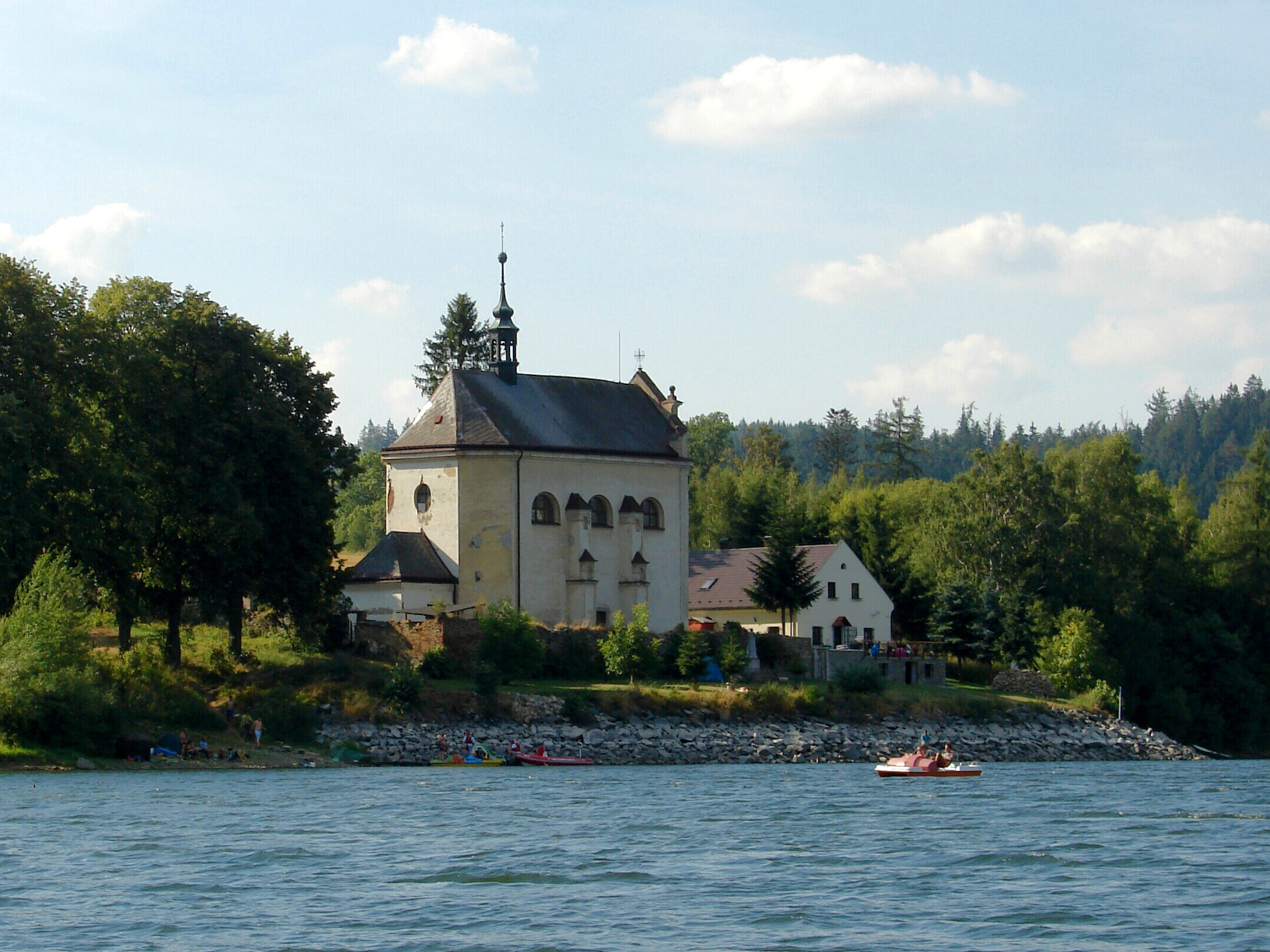
Ansicht von Südosten

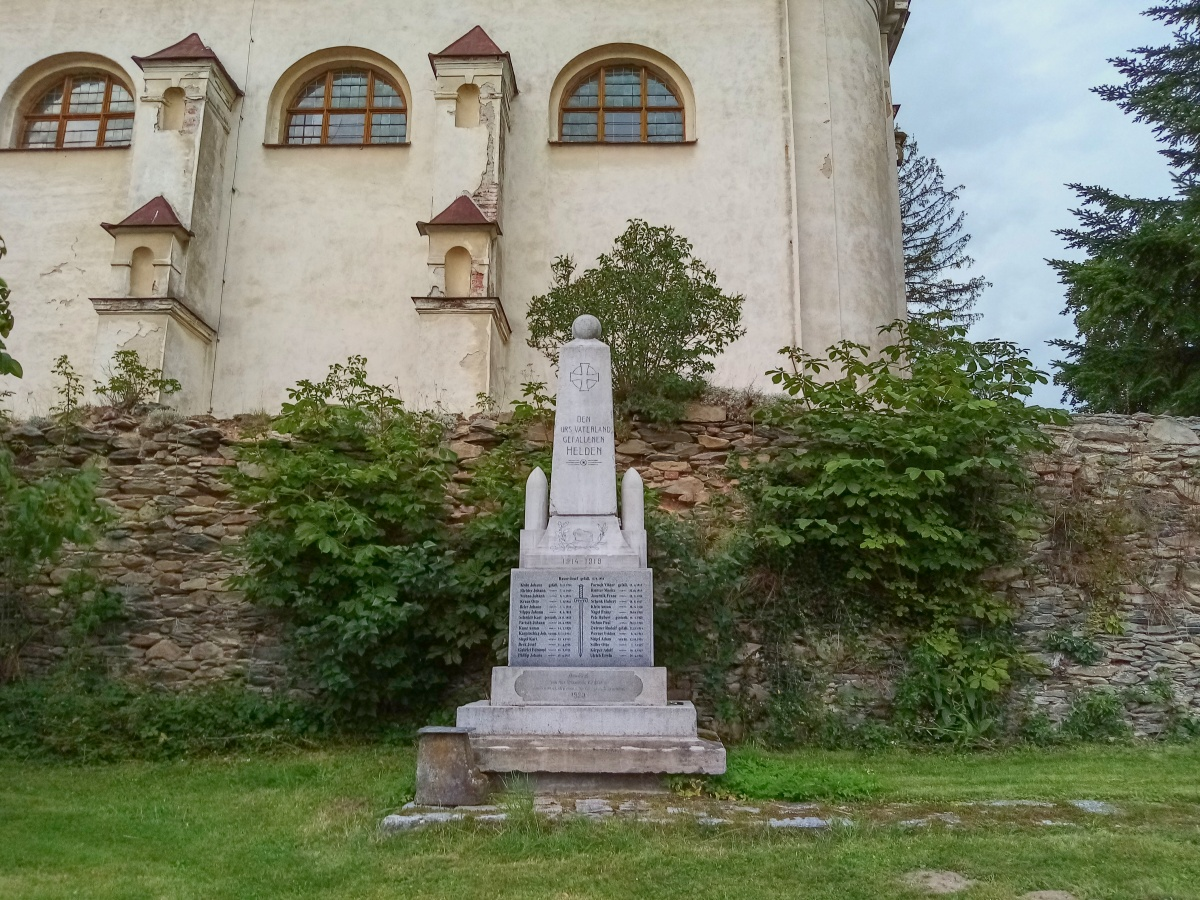
Kriegerdenkmal vor der Kirchhofsmauer

Die barocke Kirche St. Johannes von Nepomuk (tschechisch Kostel svatého Jana Nepomuckého) ist ein profaniertes Kirchengebäude im Ortsteil Karlovec (Karlsberg) der Stadt Bruntál (Freudenthal) im Okres Bruntál, Tschechien. Das denkmalgeschützte Bauwerk befindet sich zusammen mit dem danebenstehenden ehemaligen Pfarrhaus in Privatbesitz und ist nicht öffentlich zugänglich; die beiden Gebäude sind zugleich die einzigen erhaltenen des devastierten Dorfes Karlovec.

## Lage
Die Kirche befindet sich am Ufer des Stausees Slezská Harta über den gefluteten Tälern des Černý potok (Schwarzbach) und der Moravice (Mohra) im Niederen Gesenke (Nízký Jeseník). Bis in die 1990er Jahre lag der Standort der Kirche auf einem erhöhten Platz über dem Dorf Karlovec.
Nördlich der Kirche steht das ehemalige Pfarrhaus, südwestlich erstreckt sich der aufgehobene Friedhof. Kirche und Friedhof sind von einer Mauer umgeben, vor deren – dem See zugewandten – Ostseite steht ein Kriegerdenkmal. An der südöstlichen Ecke der Kirchhofsmauer befindet sich ein Torso der Schlosstreppe.

## Beschreibung
Die einschiffige barocke Hallenkirche mit einem rechteckigen Grundriss ist nach Norden ausgerichtet. Die Hauptfassade besitzt deutlich abgerundete Ecken und wird durch einen flachen Risalit gegliedert. Ebenerdig befindet sich das geohrte steinerne Hauptportal. Den oberen Abschluss der Hauptfassade bildet ein Giebel mit Rundfenster und Seitenpilastern, darüber ein eingerückter und von zwei Dachvasen flankierter Frontispiz. Die Außenwände der West- und Ostseite des Schiffs sind im Obergeschoss durch drei halbrunde Fenster unterbrochen. Zwischen diesen sind jeweils zwei Stützpfeiler vorgebaut. Den südlichen Abschluss bildet ein polygonaler Chor, dem eine niedrige quadratische Sakristei vorgebaut ist. Die Kirche ist mit einem Satteldach versehen, das im südlichen Teil von einer Dachlaterne mit Zwiebelhaube gekrönt wird.
Im Innern wird die Kirche durch Lisenen gegliedert. Das Schiff ist mit einem Tonnengewölbe versehen, das in ein verkröpftes Muschelgewölbe ausläuft. Auf die von einem Kreuzgewölbe mit zwei Pfeilern getragene Chorempore führt eine Wendeltreppe. Die Sakristei ist ebenfalls mit einem Kreuzgewölbe überwölbt. Die Innenausstattung ist nicht mehr vorhanden.

## Geschichte
Im Jahre 1726 stiftete der Besitzer der Allodialherrschaft Karlsberg, Fürst Joseph I. von Liechtenstein in Karlsberg eine dem Dekanat Hof zugewiesene Lokalie unter herrschaftlichem Patronat. Auf der Anhöhe über dem Schloss wurden in den Jahren 1726–1727 die Kirche und Haus für den Kaplan errichtet. Vom Schloss führte eine gedeckte hölzerne Treppe mit 79 Stufen. Joseph I. stattete die Kirche mit zwei Altären aus, das Hauptaltarbild des hl. Johannes von Nepomuk war ein Geschenk des Fürsten. Die Glocke war bereits 1718 in der Karlsberger Eisenhütte von Ferdinand Weber gegossen worden.
1784 wurde die Kirche zur Kuratie erhoben, später zur Pfarrei. Eingepfarrt war außer Karlsberg auch Neurode. 1843 erfolgte ein Umbau der Kirche.
Vor der östlichen Kirchhofsmauer wurde am 1. September 1920 ein Denkmal für die im Ersten Weltkrieg 19 gefallenen und 10 vermissten Männer aus Karlsberg enthüllt.
In der zweiten Hälfte des 20. Jahrhunderts wurde die Pfarrei Karlovec aufgehoben. 1958 wurde die Kirche zum Kulturdenkmal erklärt.

## Trivia
Im zwischen 1836 und 1842 erstellten Kartenblatt der Franziszeischen Landesaufnahme wird die Kirche – wohl irrtümlich – dem Patrozinium des hl. Isidor zugeschrieben.